# St.-Antonius-Basilika (Buenos Aires)

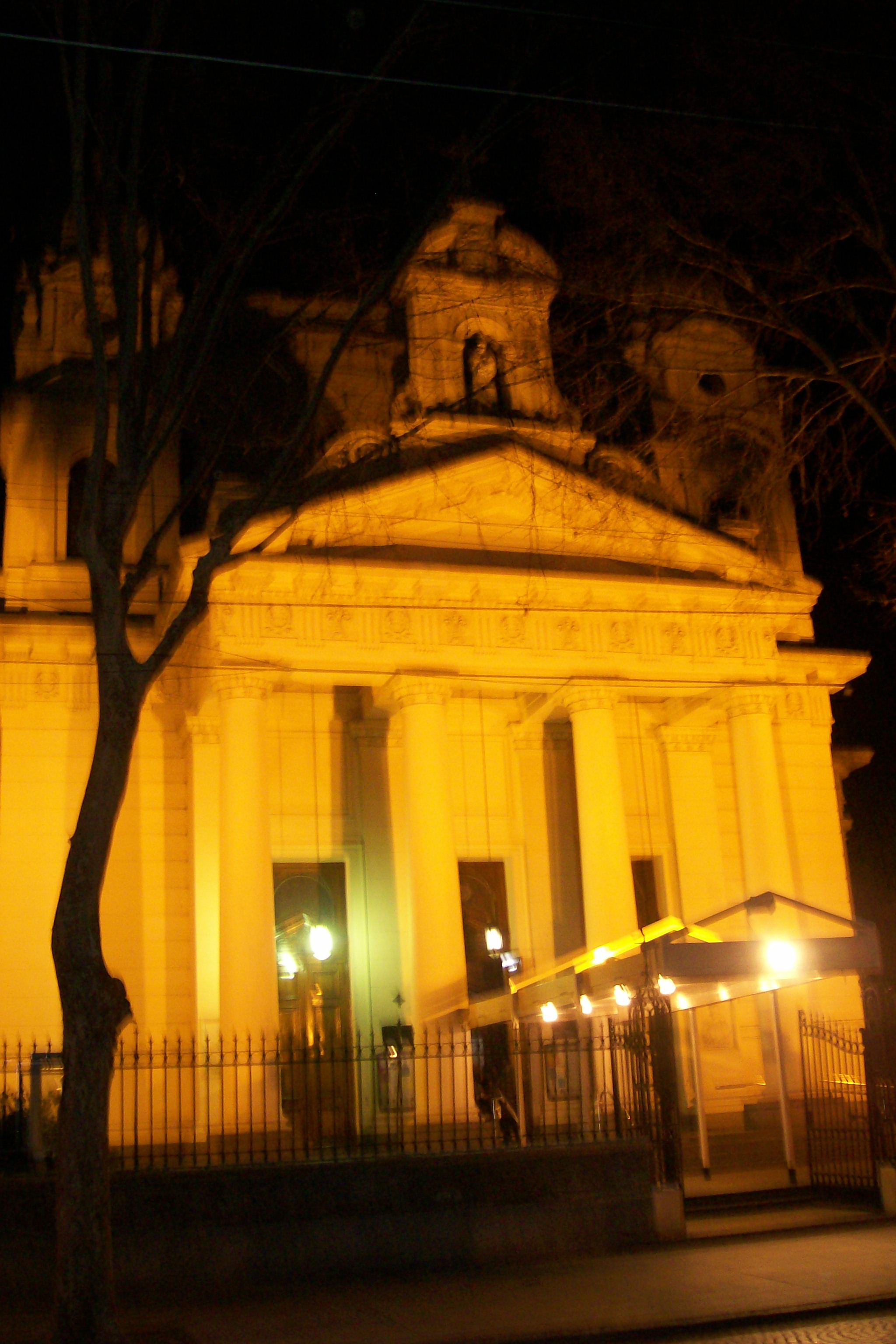
Basilika St. Antonius

Die Basilika St. Antonius von Padua (spanisch Basílica San Antonio de Padua) ist eine römisch-katholische Kirche im Stadtviertel Villa Devoto im Westen von Buenos Aires, Hauptstadt von Argentinien. Die zum Erzbistum Buenos Aires gehörende Pfarrkirche wurde Antonius von Padua gewidmet und trägt seit 1964 den Titel einer Basilica minor.

## Geschichte
Das Stadtviertel Villa Devoto geht auf das Anwesen des aus Italien eingewanderten Antonio Devoto zurück, dessen Immobilienbank 1889 die Grundstücke erwarb. Es wurde eine städtische Entwicklung mit einer Kirche Santa Rosa geplant, deren Grundstein bereits 1884 gelegt wurde. Durch die Wirtschaftskrise 1890 wurde das gesamte Projekt aber eingestellt.

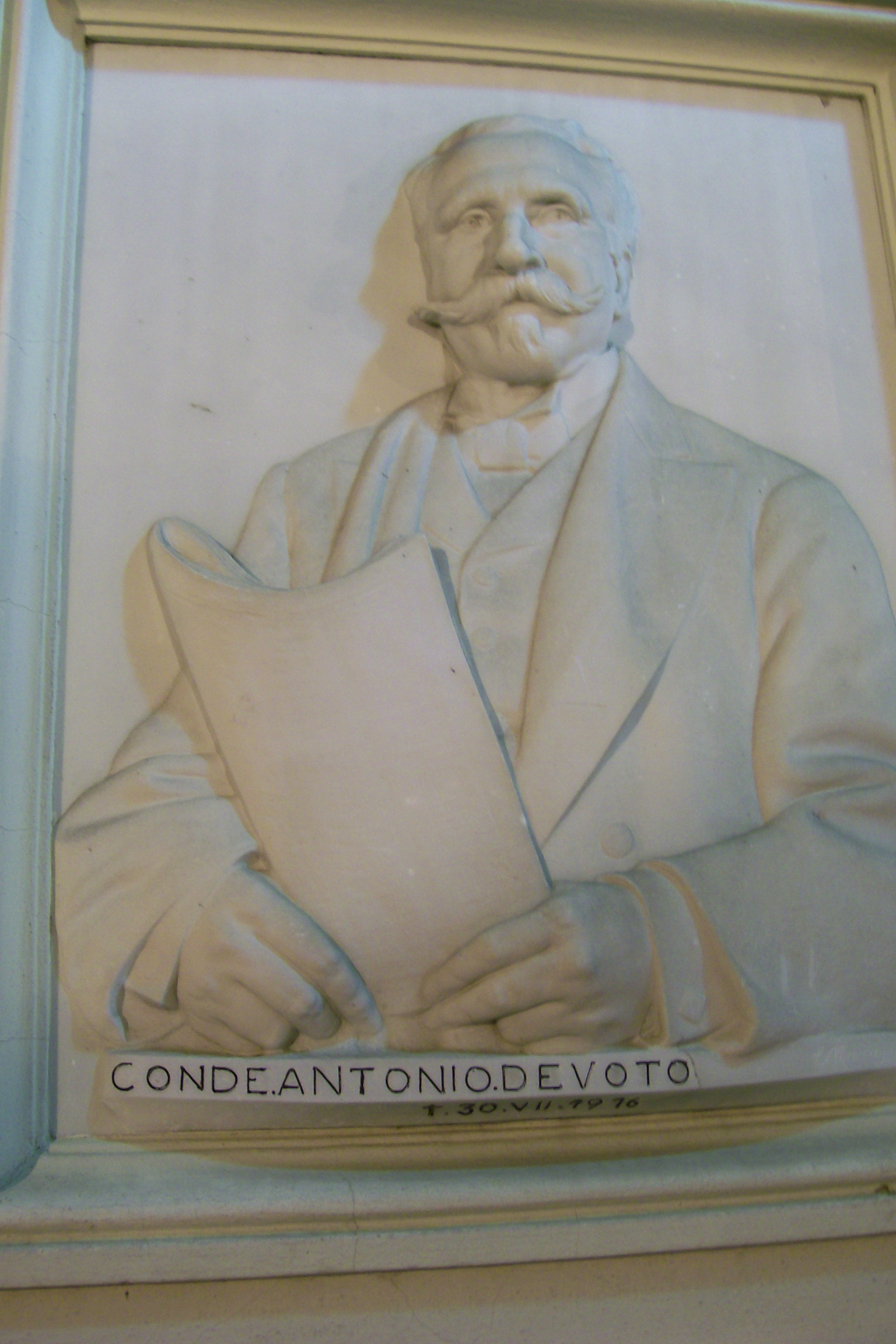
Relief von Antonio Devoto am Eingang

1913 erwarb Devoto das Grundstück für die Kirche und beauftragte den Architekten österreichisch-ungarischer Herkunft Marcovich mit dem Bau. Es wurde eine zentrale Krypta als Devotos Grablege errichtet. Als Devoto 1916 starb, wurden die Bauarbeiten unterbrochen und dann langsam fortgesetzt, bis 1923 seine zweite Frau, Elina Pombo, starb, woraufhin die Arbeiten wieder eingestellt wurden. Weitergeführt von den Brüdern von Elina, wurde die zuvor als Privatkapelle genutzte Pfarrkirche schließlich 1928 geweiht. Papst Paul VI. erhob die Kirche 1963 in den Rang einer Basilica minor, dieses wurde am 13. Juni 1964 feierlich verkündet.
Der Bereich der Krypta musste mit Stahlbetonstützen verstärkt werden. 1991 zerstörte ein Feuer die ursprüngliche Kuppel; die neue Kuppel der Kirche wurde am 20. Juni 1993 eingeweiht.

## Beschreibung
Die neoklassizistische Kirche wurde auf dem Grundriss eines griechischen Kreuzes entworfen, der erhöhte Altarraum schließt mit einer runden Apsis ab. Der Portikus besitzt einen dreieckigen Giebel mit marianischen Symbolen, der auf vier toskanischen Säulen ruht, hinter dem Portikus stehen außen zwei niedrige Glockentürme. Die Vierungskuppel ist mit einem hohen Tambour und einer Laterne ausgestattet, Vorbild war die Basilika von Superga in Italien.
Der Antonius von Padua gewidmete Hochaltar, das Kruzifix und die Kanzel wurden aus Carrara-Marmor erschaffen und wie das Taufbecken in Italien gefertigt. Weitere Altäre sind der Unbefleckten Empfängnis und dem hl. Josef gewidmet. Die Lampen wurden im Jugendstil gefertigt und stammen aus der Villa Devoto. Die umfangreiche Ausmalung erfolgte durch Luis Boni und Dante Ortolani. Die Pendentifs wurden mit den Evangelisten gestaltet, darunter stehen jeweils in Nischen Statuen der vier Tugenden. Die Fenster sind mit Buntverglasung gestaltet.
In der durch das Oberlicht einsehbaren Krypta steht der Sarkophag Devotos mit einem Altar, die Sarkophage seiner beiden Ehefrauen stehen seitlich im Hauptschiff.
Bei der liturgischen Umgestaltung wurden verschiedene Änderungen vorgenommen. So wurden die Fronten des Taufbeckens für den alten Altar verwendet, während dessen Darstellung des letzten Abendmahls auf den neuen Altar übertragen wurde.
Die Orgel wurde um 1920 durch den Argentinier Alberto Poggi aus Materialien von Aug. Laukhuff aus dem deutschen Weikersheim gebaut. Sie besitzt zwei Manuale und Pedal bei 955 Pfeifen.